# Gimpel Tamás

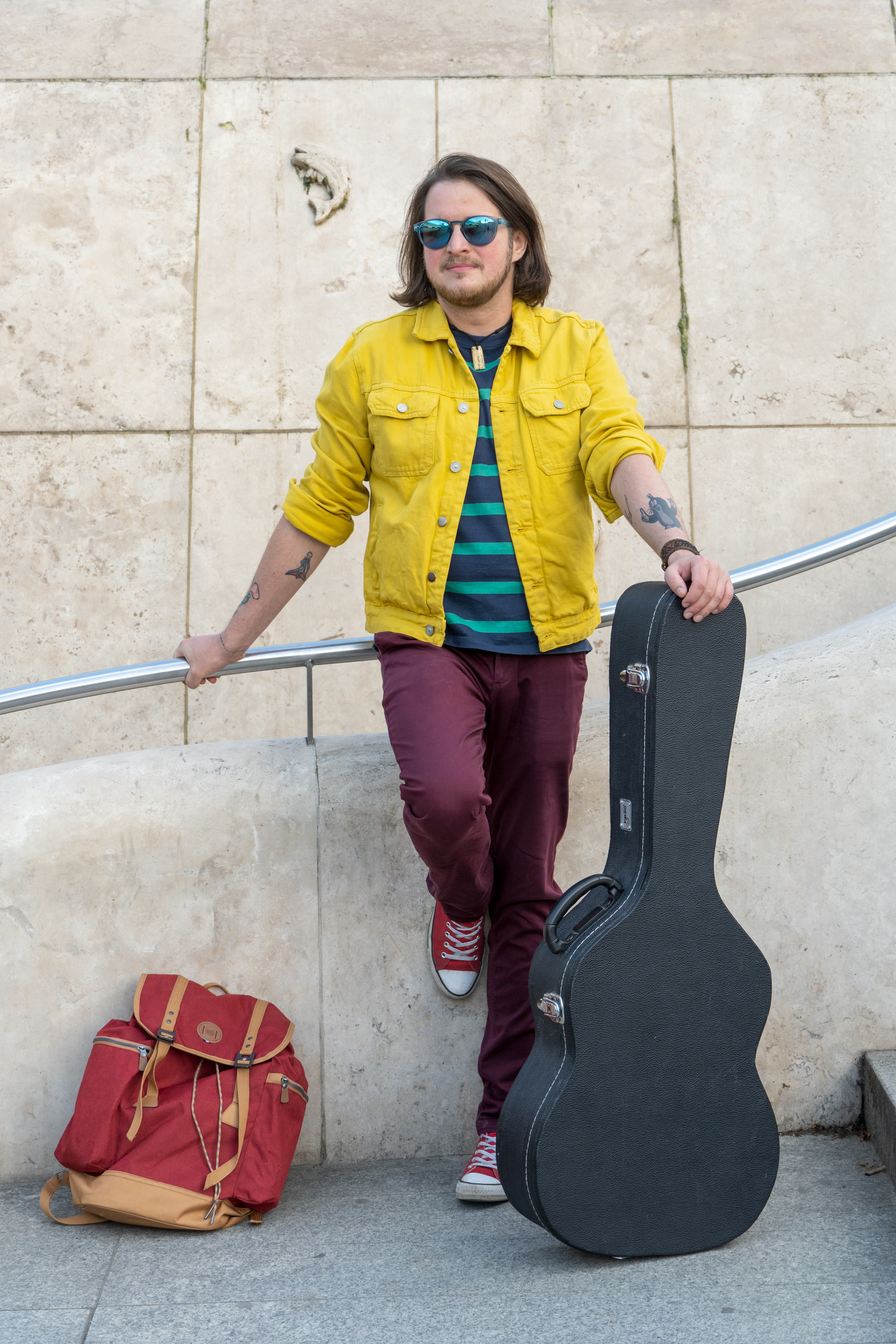
Gimpel Tamás (2021)

Gimpel Tamás (Miskolc, 1985. március 3.  –) magyar író, dalszövegíró, előadóművész.

## Pályafutása
Szülővárosában nőtt fel, diplomáját Egerben szerezte. Budapestre költözése után aktív résztvevője volt az underground zenei életnek, események szervezése mellett nevesebb előadók társaságában saját szerzeményeivel lép fel önálló estjein, „Szép és gonosz dalok” címmel.

### Zenei munkássága
Zenei munkásságára meghatározó erővel bírtak a hetvenes és nyolcvanas évek egy gitáron játszó előadói, a dalok erősen szövegcentrikusak, sokkal inkább zenei performanszok, színészi előadások. Az irodalmi igényességgel megírt szövegek mellett jócskán fellelhetők a társadalomkritikus, néha politikai töltetű, és korábbi időszakból a nyers kollégista humorral operáló tréfás, olykor pajzán szövegek is. 

### Irodalmi munkássága
2018-ban megjelent első kötete a Göncöl Kiadó gondozásában, Hogyan szelídítettem villamost? címmel.